# Памятник морзаводовцам
Памятник морзаводовцам — мемориал, посвящённый работникам Морского завода города воинской славы Кронштадта, погибшим в годы Великой Отечественной войны, а также внёсшим большой вклад в организацию и обеспечение обороны Ленинграда и прорыва блокады города.
Памятник морзаводовцам входит в маршрут Вахты памяти города Кронштадта, располагается в Саду Металлистов у входа на территорию Морского завода.
Открытие монумента состоялось 28 октября 1967 года. Автором памятника стал кронштадтский скульптор В. А. Ануфриев. Памятник расположен недалеко от проходных завода, в Романовском сквере (бывший сквер «Металлист») на пересечении Петровской улицы и улицы Аммермана.
Ежегодно 22 июня, в годовщину начала Великой Отечественной войны, работники Морзавода проводят торжественно-траурный митинг, посвящённый памяти погибших в годы войны сотрудников. Также в этот день проводится церемония торжественного возложения цветов к подножию памятника.

## Описание памятника
Памятник, посвященный работникам Морзавода, представляет собой гранитную стелу, выполненную из серого балтийского гранита, выполненную в форме знамени. На стеле находится барельеф с профилями четверых сотрудников завода — мужчин и женщин. Также на барельефе изображены матрос и солдат, символизирующие тот факт, что часть работников Морзавода в годы войны добровольцами ушли на фронт. Ниже барельефа расположена надпись:
«Подвиги Морзаводцев в Великой Отечественной войне бессмертны».

## О Морском заводе
Морской завод является градообразующим предприятием Кронштадта. Он был основан в 1858 году и назывался тогда «Кронштадтский пароходный завод».
В период Великой Отечественной войны рабочие этого завода внесли немалый вклад в обеспечение обороны Ленинграда и прорыва блокады, в которую попал город. В цехах Морского завода изготавливались боеприпасы и расходные детали для различных видов вооружения, применявшегося на Ленинградском фронте. Также заводом осуществлялся ремонт и модернизация кораблей Балтийского флота. Предприятие работало круглосуточно все дни войны, несмотря на то, что регулярно попадало под активные обстрелы.